# Комінтернівська сільська рада (Волноваський район)
Комінтернівська сільська рада — колишній орган місцевого самоврядування у Волноваському районі Донецької області. Центр — село Пікузи.

## Населені пункти
Сільській раді були підпорядковані населені пункти:
- с. Пікузи
- с. Водяне
- с. Заїченко

## Склад ради
Рада складалася з 12 депутатів та голови.